# Jugozapad SAD-a
Jugozapadne Sjedinjene države (poznate kao Američki Jugozapad ili jednostavno Jugozapad) je regija zapadne Sjedinjene Države, toplije od sjevernih država te suše od istočnih država; stanovništvo je rjeđe i, zahvaljujući relativno velikom broju Meksikanaca i Indijanaca etnički raznolikije od susjednih područja. Unutar regije se nalazi Pustinjski Jugozapad koga uglavnom čine Arizona i Novi Meksiko. Texas i Oklahoma se općenito smatraju dijelom Jugozapada, dok se Colorado, Utah i Nevada nešto rjeđe.